# 斯奎爾比尤特 (蒙大拿州)
斯奎爾比尤特（英語：Square Butte）是位於美國蒙大拿州舒托縣的普查規定居民點。

## 歷史
斯奎爾比尤特的郵局於1914年設立，其後於1968年停運。

## 人口
根據2020年美國人口普查的數據，斯奎爾比尤特的面積為0.71平方千米，皆為陸地。當地共有人口27人，而人口密度為每平方千米38.03人。